# 陈继昌 (清朝)
陳繼昌（1791年—1849年），本名守叡，字哲臣，號蓮史，生於清乾隆五十六年（1791年），卒于清道光二十九年（1849年）。是中國科舉史上最後一位「三元及第」。乾隆時期，東閣大學士陳弘謀的曾孫。官至署理江蘇巡撫、江寧布政使。

## 生平
陳弘謀的曾孫。乾隆五十六年（1791年）出生於廣西桂林临桂县四塘乡横山村，嘉庆十八年（1813年）中式廣西乡试解元，嘉庆二十五年（1820年）會試，中会元，同年抱病参加殿試，再中状元，聲名大振，人稱「三元及第」。授翰林院修撰。道光年間出官山東兗州府知府，調保定府知府，升直隸通永道、江西按察使、布政使，歷官山西、直隸、甘肅、江寧布政使，署江蘇巡撫。
陳繼昌多任外放官，所到之處，他辦事公正廉明。做了許多興利除弊、促教興文的事情。尤以興修水利，深得民心。
陳繼昌善書法，有書法大家風範。能詩文，著有《如話齋詩存》。另有《殿試策》流傳。